# Святое (Борисовский район)
Святое (бел. Святое) — деревня в Борисовском районе Минской области Белоруссии. Входит в состав Гливинского сельсовета.

## География
Находится у административной границы Смолевичского и Борисовского районов, вблизи реки Роза (к северу), к которой от деревни идут мелиоративные канавы и у пруда Святое (к юго-востоку). Примерно в 1,5 километрах к юго-востоку от деревни находилось ныне пересохшее озеро Красное. Из него вытекал ручей, с левой стороны впадавший в реку Маска, ныне являющийся частью мелиоративной системы.

## История
До 28 июня 2013 года входил в Забашевичский сельсовет, после его упразднения по Решению Минского областного Совета депутатов от 28.05.2013 № 234, включён в состав Гливинского сельсовета.

## Транспорт
Просёлочная дорога к автодороге Н-9561, по которой связана с пгт Зелёный Бор Смолевичского района.